# Государственный музей истории Тимуридов
Государственный музей истории Тимуридов — музей в центре Ташкента, посвящённый истории Средней Азии в период правления Амира Тимура и представителей основанной им династии. Музей входит в «Список государственных уникальных научных объектов» Республики Узбекистан. В музее находится более 5 тысяч экспонатов, относящихся к эпохе правления Тимура и династии Тимуридов.

## История
Государственный музей истории Тимуридов был открыт в 1996 году по инициативе президента Ислама Каримова, в честь празднования 660 летия со дня рождения Тимура. В 2006 году, в честь десятилетия музея, была открыта экспозиция «10 лет Государственному музею истории Тимуридов». В 2007—2011 годах был выполнен проект фундаментальных исследований «Изучение в Узбекистане и за рубежом письменных памятников эпохи Тимуридов», в рамках которого были собраны материалы и сведения, касающиеся рукописей эпохи Амира Тимура и Тимуридов, хранящихся в других странах.

Интерьер музея

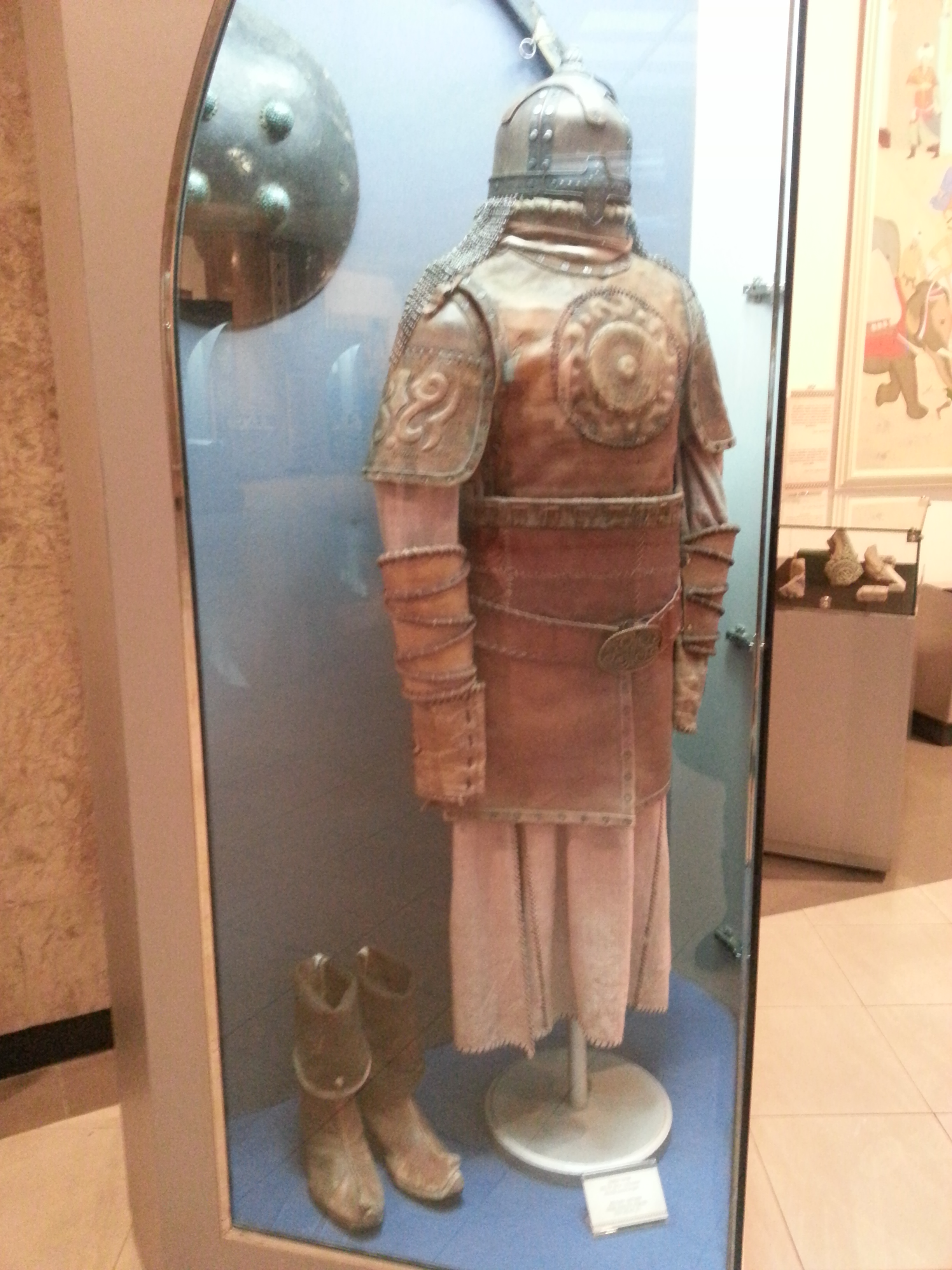
Одежда воина (XIV—XV вв.)

## Архитектура
Здание музея являет собой круглое сооружение с классическим восточным куполом. Музей состоит из трех этажей, второй и третий из которых полностью посвящены истории Тимуридов. Интерьер музея богато украшен мрамором, колоннами, росписью, восточной миниатюрой, сусальным золотом (которого использовано более 20 кг), а само здание — балдахином. Стены залов представляют собой фрески, изображающие жизнь Амира Тимура и картины из истории страны с древнейших времён до современности. Украшением музея служит и хрустальная люстра из 106 тысяч подвесок, высотой в 8,5 метров.

## Экспозиции

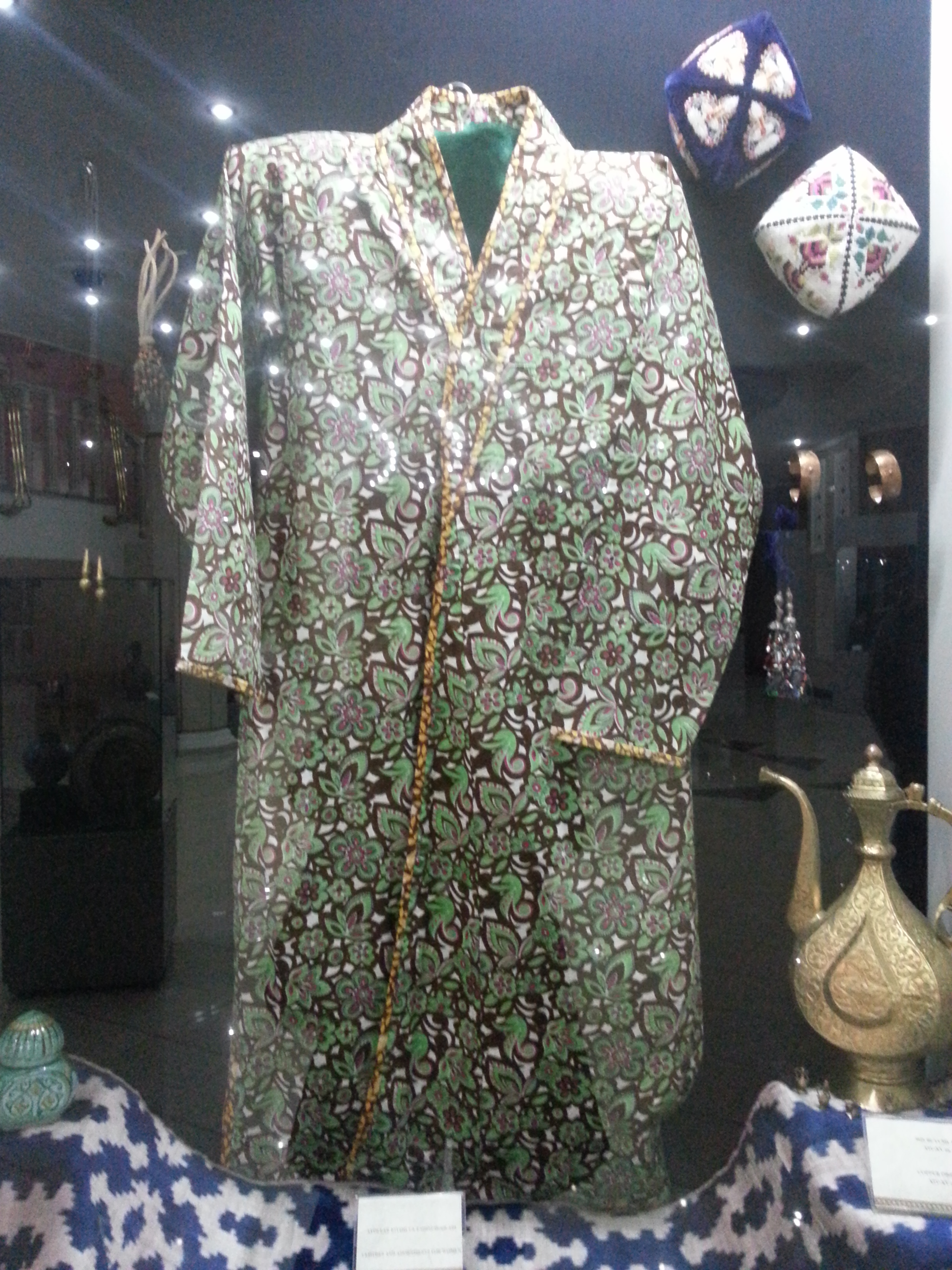
Женская одежда и головные уборы

Центральными экспонатами музея является копия Корана Усмана (Самаркандский куфический Коран), оригинал которого хранится в медресе Муйи Муборак, входящей в Ансамбль Хазрати Имам, а также панно, посвященное жизни Амира Тимура. Панно выполнено в стиле миниатюры и изображает различные сцены из жизни полководца Амира Тимура. На панно изображена жизнь Амира Тимура от рождения до кончины, оно поделено на три части.
- Первая часть символизирует рождение Амира Тимура, и на нём имеются следующие символы: падающая звезда — символ «рожденного под счастливой звездой» (титул Тимура — «Сахибкирон» означает «рождённый под счастливой звездой»), птица Хумо — символ счастья и свободы, и сокол — символ высоких устремлений Амира Тимура с младых лет.
- Вторая часть панно посвящена созидательной деятельности Амира Тимура. В ней изображены такие постройки Амира Тимура, как Дворец Ак-Сарай (город Шахрисабз), мечеть Биби Ханум (город Самарканд).
- В третьей части панно изображена усыпальница Амира Тимура — самаркандский мавзолей Гур-Эмир.

Все три части панно соединяет речка, символизирующая ритм и течение жизни Амира Тимура.

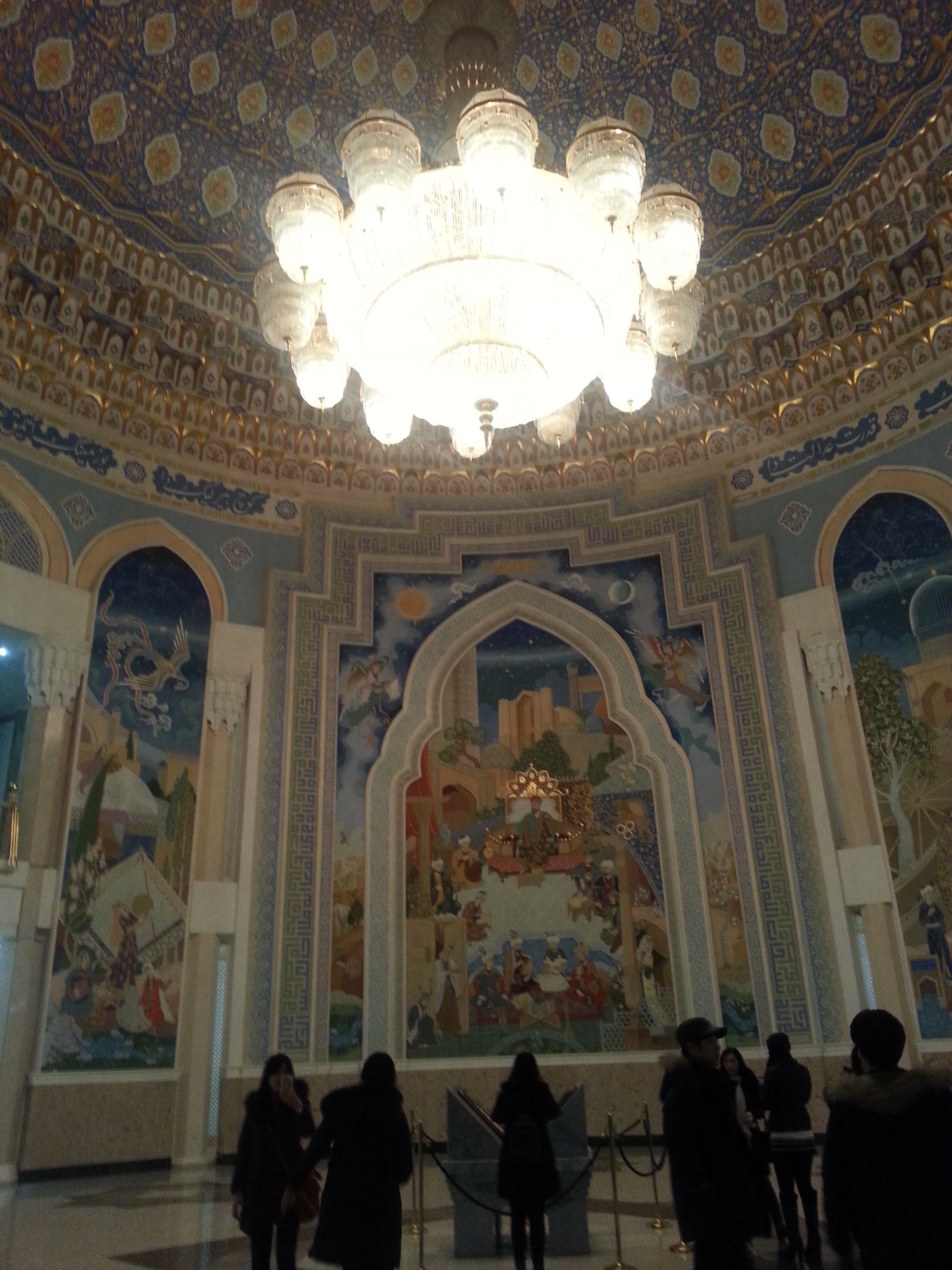
Панно и хрустальная люстра

Экспонаты музея объединены по тематикам: «Культура и история письменности в Узбекистане», «Город-крепость Шохрухия», «Наше наследие за рубежом», «Амир Тимур-Клавихо-Самарканд», «Эпизоды из жизни Амира Тимура», «Амир Тимур и Тимуриды — глазами художников», «Эпоха Амира Тимура и Тимуридов с точки зрения ученых и писателей».

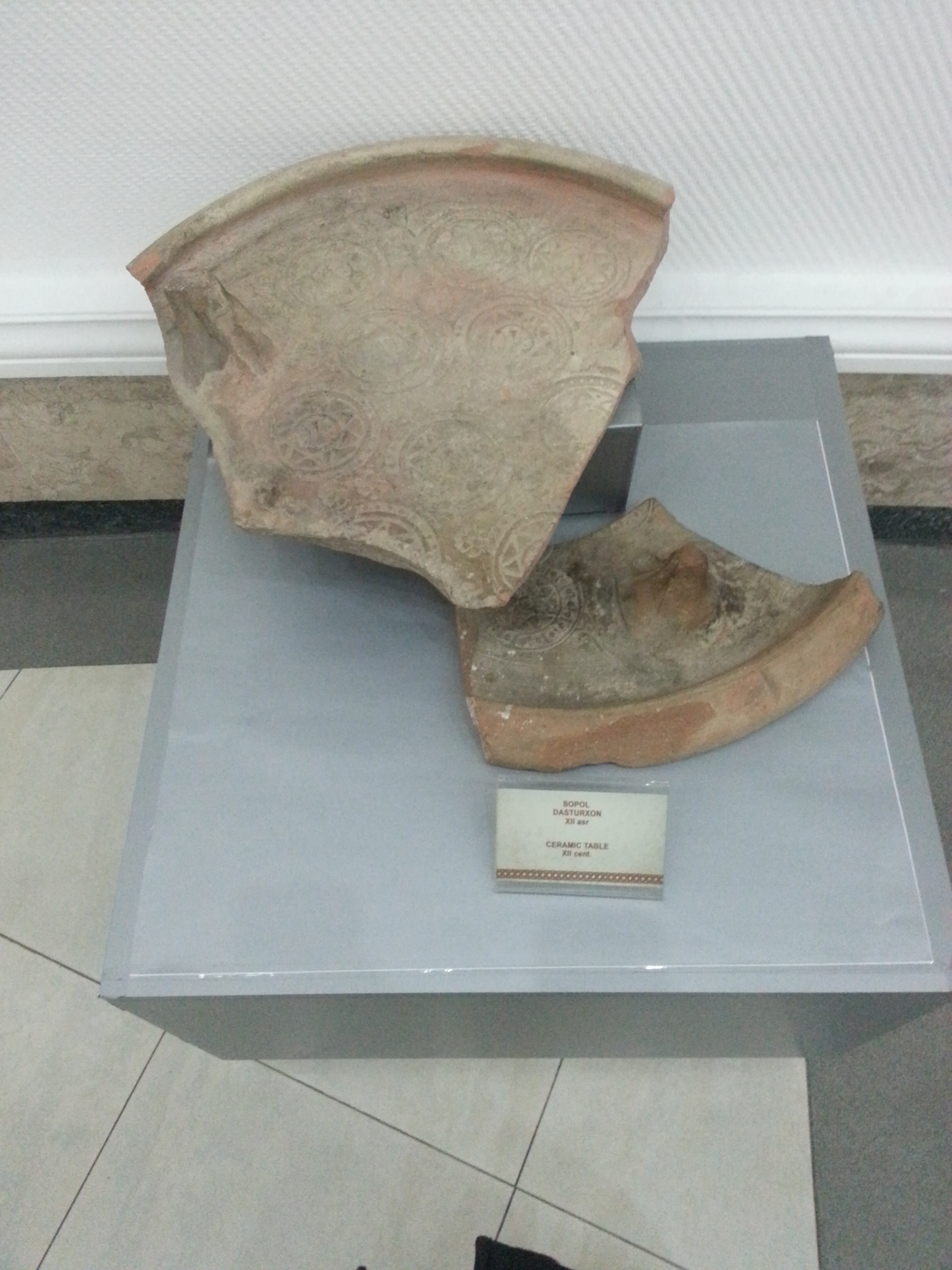
Глиняная посуда XII века

Согласно данным Национального Агентства Узбекистана в октябре 2014 года фонд музея насчитывал более 5000 экспонатов. В их числе — рукописи, касающихся Амира Тимура и эпохи Тимуридов, серебряные и медные монеты, на которых отображен герб Амира Тимура, а также отчеканены имена представителей династии Тимуридов, керамические и медные изделия, предметы, представляющие этнографический интерес, вооружение, одежда военачальников и рядовых воинов, ювелирные изделия, музыкальные инструменты, астрономические инструменты Улугбека и многие другие культурные ценности, восходящие к эпохе Тимуридов. Различные предметы эпохи Тимуридов, нанесенные на них узоры и цвета спустя более 600 лет, сохранили свой первозданный вид.

Макет Мавзолея Гур-Эмир (XV век. Самарканд)

Экспонаты музея имеют историческую ценность и свидетельствуют о том, что Амир Тимур являлся не только государственным деятелем, но и покровителем науки, искусства и культуры, ремесленничества, духовности и просвещения.
Ежегодно фонд музея пополняют археологические находки. К примеру, после проведения раскопок на руинах крепости Шахрухия в мае—июне 2014 года фонд увеличился более чем на 50 единиц. Помимо этого в музей возвращают вывезенные за границу артефакты. Многие прибывающие в Узбекистан представители официальных делегаций наряду с другими достопримечательностями г. Ташкента посещают и Государственный музей истории Тимуридов. Среди них — главы государств, руководители правительств, делегации парламентов, представители международных организаций, деловых кругов, деятели науки и культуры.
Отдельную комнату в Музее занимают подарки от гостей музея. Музейные экспонаты демонстрировались на международных выставках во Франции, США, Германии, Австрии. Ежегодно музей истории Тимуридов посещают тысячи туристов.

## Деятельность музея

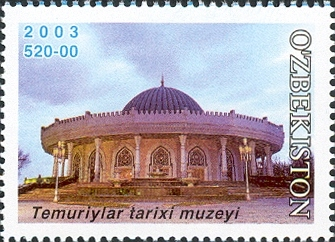
Изображение музея на марке

В Музее проводятся духовно-просветительские мероприятия с использованием экспонатов Музея. Так в период с 2006—2011 год были проведены такие мероприятия, как: «Великие мастера пера», «Правовое наследие периода Тимуридов», «Потомки Амира Тимура», «Жемчужины истории», «Величественный образ». Проводились и тематические экскурсии: «Амир Тимур и Европа», «Боевое искусство Амира Тимура», «Медицина в эпоху Амира Тимура», «Уложение Тимура», «Мавераннахр в эпоху Улугбека», «Тимуридские принцессы» и другие.
В период 2006—2011 гг. было создано 17 выставок, в том числе «Амир Тимур — Клавихо — Самарканд», «История культуры письменности», «Страницы из жизни Амира Тимура», «Зарубежное наследие», «Самарканду — 2750», «Находки Шахрухии», «Ташкент — столица исламской культуры», «Ташкент — звезда Востока», «Автографы», «Из сокровищницы редкостных рукописей», «Ренессанс эпохи Тимуридов», «Дипломатические отношения в государстве Тимуридов» и другие.
Музей выступает и в качестве научного центра в Республике Узбекистан. Организованная при нём научная группа занимается подготовкой к изданию различных книг. Усилиями членов этой группы были опубликованы книги «Амир Тимур в мировой истории», «Хива — город тысячи куполов», «Бухара — жемчужина Востока», «Свет из прошлого», «Жалолиддин Мангуберди», «Шахрисабз — наследие тысячелетий».